# Rodrigo Castanho
Rodrigo Castanho (São Paulo, 30 de abril de 1970) é um produtor musical, que já trabalhou com as bandas CPM 22, através da qual conquistou prêmios do Grammy Latino, e NX Zero.